# Petzval József
Petzval József (teljes nevén Petzval József Miksa, számos forrásban Petzvál németül: Josef Maximilian Petzval) (Szepesbéla, 1807. január 6. – Bécs, 1891. szeptember 17.) cipszer származású magyar mérnök-matematikus, egyetemi tanár és feltaláló. Petzval Ottó mérnök, neves egyetemi tanár bátyja.
Az Institutum Geometricumban (Mérnöki Intézet), a mai Budapesti Műszaki és Gazdaságtudományi Egyetem elődjében szerzett mérnöki oklevelet, de később matematikából is bölcsészdoktori oklevelet kapott. 1828-tól 1835-ig Pest város mérnökeként dolgozott, az építési osztályon. 1832-től műegyetemi tanár, majd 1836-tól 1877-ig a Bécsi Egyetemen oktatott matematikát. Az Osztrák Tudományos Akadémia tagja (1849) és a Magyar Tudományos Akadémia tiszteleti tagja (1873).
Munkássága kiterjedt a matematikán kívül a mechanika, a ballisztika, az optika és a hangtan területére is. A fényképezés terén kifejtett munkássága úttörő volt, mivel ő a modern fényképészeti objektív lencserendszer, a Petzval-portréobjektív megalkotója. 1860 körül saját szerkesztésű gépével fotogrammetriai méréseket végzett. Több más nagyszerű találmánya mellett optikai kísérleteinek lett az eredménye, hogy megalkotta a mai katonai reflektorok elődjének számító fényszórót.

## Élete

### Családja
A modern fotográfiai objektívek lencserendszerének, valamint a modern katonai reflektor elődjének megalkotója egy szepességi német (cipszer) család második gyermekeként látta meg a napvilágot 1807. január 6-án Szepesbélán, mégis egész életében magyarnak vallotta magát.
Édesapja, Petzval Ján Fridrich morvaországi származású tanító családból származott, később József és Ottó fia is ezt a hivatást választotta. Rendkívüli tehetséggel áldotta meg a sors; a környéken nemcsak kiváló zenészként és zeneszerzőként tett szert ismeretségre, hanem kitűnő mechanikus és különc ember hírében is állt. 1799-től a szepesbélai evangélikus elemi iskola tanítója és a katolikus plébániatemplom orgonistájaként működött. Miután 1800. augusztus 7-én letelepedési jogot szerzett, 1801. február 16-án feleségül vette a helybéli születésű Kreutzman Zsuzsannát, akivel akkor már egy éve élettársi kapcsolatban élt, s ebből „törvénytelenül” született első gyermekük, Gustav Adolf (1800–1803). Később Szepesbélán még három fiuk – Nestor Aemilianus (1804–1806), Jozef Maximilián és Oto Baltazár (1809–1883) –, Lőcsén pedig három lányuk.

### Tanulmányai

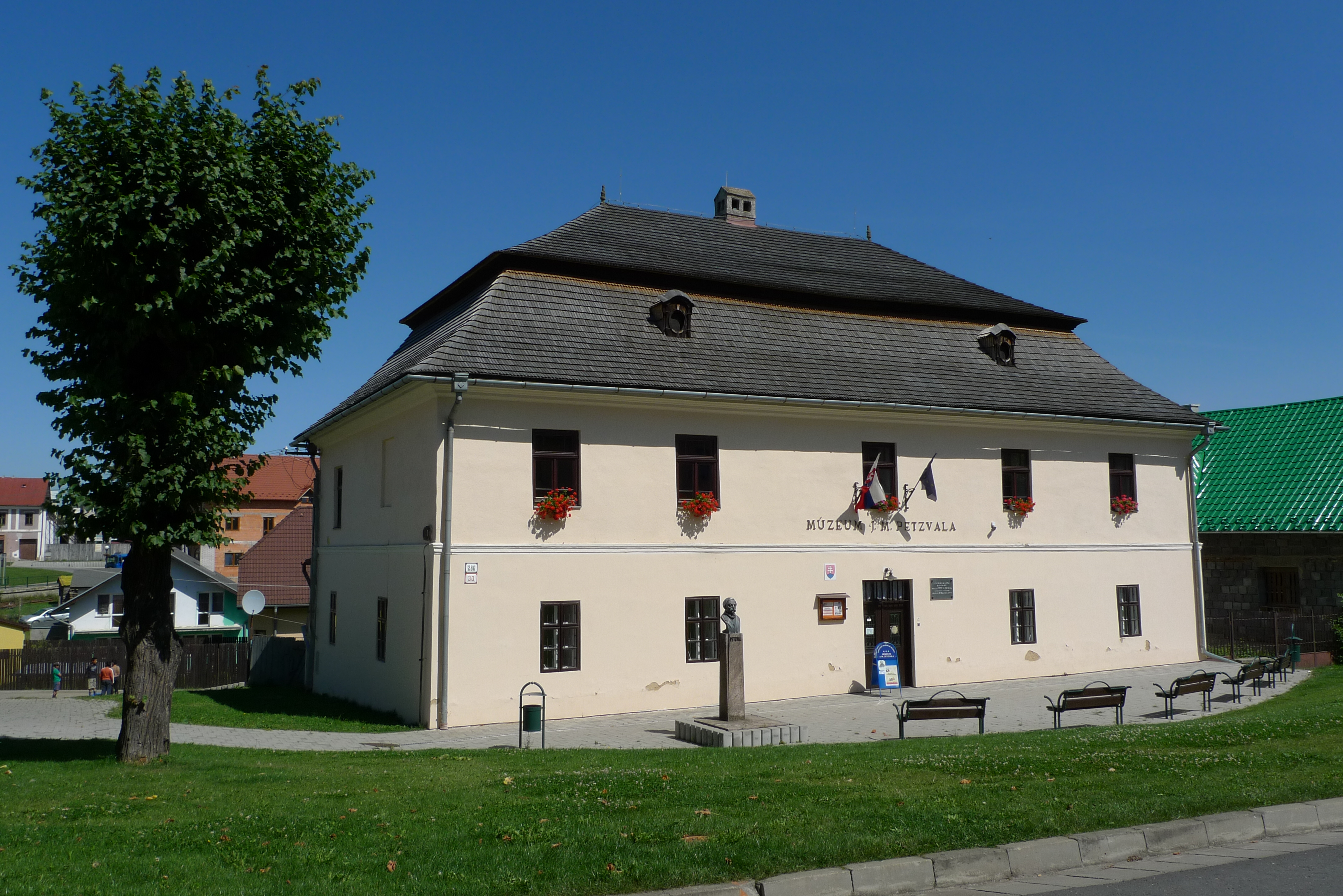
Szepesbélán az egykori iskolaépület, mely Petzval József szülőháza volt, ma a Petzval József Miksa Emlékmúzeum

Ifjúkoráról roppant titkolódzó természete miatt kevés feljegyzés maradt fenn. 1810-ben a család Késmárkra költözött, Petzval ott járta ki az elemit 1810 és 1815 között, majd az ottani gimnázium diákjaként elvégezte az első négy osztályt. Mindvégig jó tanuló volt, kedvelte a latint és a hittant, amely tantárgyakból többnyire évfolyamelsőként végzett. Ekkoriban a magyar nyelvvel akadt problémája. 1819-ben a családfőt áthelyezték Lőcsére, mert összetűzésbe keveredett a templom toronyőrével, egy bizonyos Pavlíček úrral. A felvidéki városban a templom karnagyaként és városi földmérőként dolgozott. Petzval a lőcsei főgimnáziumban is végig jól tanult, csak a matematikával állt egy ideig hadilábon. Egyszer tanítója behívatta apját, majd közölte vele, hogy kár minden fáradságért és pénzért, fia „gyenge koponya”, és jobb lenne, ha iparos pályára küldené. Az apa megfogadta a tanácsot és egy késmárki Schweng nevű csizmadiamesterhez akarta adni fiát tanoncnak. Az ifjú Petzval azonban megmakacsolta magát, és kijelentette, hogy „Nem leszek suszter!”. A nyári szünet alatt sokat forgatta, komolyan tanulmányozta Mathias Hauser A mathematika elemeinek analitikai tárgyalása (Analytische Abhandlung über die Elemente der Mathematik) című könyvét, és úgy elsajátította az anyagot, hogy a vizsgabizottság még kitüntetésre is javasolta. Talán ez a mű válthatta ki szoros kötődését a matematika iránt.
1823 őszén Kassára ment, és beiratkozott a Királyi Akadémiára, hogy elvégezze az egyetemre előkészítő, kétéves filozófiai tanfolyamot. Ekkorra már jártas volt a matematikai analízis terén, tovább képezte latin nyelvtudását, megismerte a klasszikus irodalmat, tökéletességre törekedett a statisztikában, a szlovákon, illetve a latinon kívül folyékonyan beszélt magyarul, németül és csehül. Apja segítségével jól haladt a francia és az angol nyelv tanulásában is. Az akadémián a legnagyobb hatással két tanára volt leginkább rá: Barlay Mihály, aki matematikát és bölcsészetet adott elő, valamint a történelmet latinul tanító Magyar József. Családjával sokat utazott, kirándult a Magas-Tátrában, még atlétikával is foglalkozott. Az előkészítőt 1825-ben sikerrel abszolválta.
A kassai líceum elhagyása után anyagi gondokkal küzdött, szegény sorsú apja nem tudta segíteni álma megvalósításában, hogy a budai Institutom Geometricum hallgatója legyen. Egy évig az Almásy grófok Heves vármegyei birtokán, Zsadányban nevelősködött, hogy megszerezze a felvételhez szükséges tandíjat. Itt a havi 30 arany fizetség mellett megfelelő társadalmi látókörre is szert tett. A házitanítóskodás után kassai ösztöndíjjal került 1826-ban Budára, az Institutum Geometricumba (Mérnöki Intézet), a mai Budapesti Műszaki és Gazdaságtudományi Egyetem elődjébe, ahol a mérnöki osztályt látogatta. A tanulás mellett sokat tornászott, és ennek köszönhetően az intézet legjobb tornászainak egyikévé vált. Két év után, 1828-ban okleveles földmérő (Geometer Approbatus) képesítést szerzett.

### Tanári pályája
Az oklevél megszerzése után 1828-tól hét éven keresztül, 1835-ig Pest város mérnökeként az építési osztályon dolgozott. A Duna és a Rákos-patak szabályozásával, illetve Lipótváros csatornázásával foglalkozott. A várost fenyegető árvizek kivédésére 1830-ban csatornázási tervet készített. A hivatalnoki életet nehezen bírta, hiszen az árvizet ugyan elhárította, de túllépte a megengedett költségvetést, és ezt már akkor sem nézték jó szemmel. Az effajta munka mellett azonban többre vágyott, képezte magát és matematikából bölcsészdoktori oklevelet szerzett. Mérnöki tevékenysége mellett így 1832-től matematikát, gyakorlati geometriát, valamint mechanikát adott elő a Pesti Egyetemen, ahová 1835-ben a matematika nyilvános rendes tanárává nevezték ki. 1836-ban a Bécsi Egyetem hívta meg, ahol 1837-től 40 évig, 1877-ig felsőbb matematikát tanított. Előadásai nemcsak a mennyiségtani szakokra, hanem az analitikai mechanikára, az égitestek mechanikájára, a ballisztika problémáira, a fénytanra és a hangtanra is kiterjedtek.
Az 1848-as forradalom miatt szünetelő egyetemi oktatás helyett – mint sportszerető ember – a bécsi egyetemi légió tagjainak torna- és vívóleckéket adott, majd egy önkéntes csapat parancsnoka lett. A szabadságharcban nem vett részt, de mindvégig megmaradt a magyar haza hű fiának. 1849-ben tagjául választotta a Bécsi Tudományos Akadémia. 62 évesen, 1869-ben nősült csak meg, házvezetőnőjét vette el. Részben idős koruk, részben felesége korai (1873) halála miatt gyermekük nem született.
Tanári tevékenységének utolsó éveit nagyon megkeserítette tanártársaival folytatott folyamatos rivalizálása, és az ebből adódó rosszindulat. Korábbi találmányait nem szabadalmaztatta, ebből bonyodalmai keletkeztek. Az egyetemi tanács megbízásából 1841-ben megszerkesztette a világon a legelső 1:3,4 fényerejű lencserendszert. Ezt a Voigtländer cég saját néven hozta forgalomba, és ez annyira felbosszantotta, hogy 1862-ben optikai előadásait is beszüntette, helyette inkább az akusztikai kutatásokra tért át. 1873-ban a Magyar Tudományos Akadémia külső tagjává választotta. 1877-ben, hetvenedik születésnapján mondott le professzori állásáról, ez alkalomból az őt és tudományos eredményeit méltányoló császár a Ferenc József-rend lovagkeresztjét adományozta neki.

### Későbbi évei, halála
A visszavonult tudós fokozatosan emberkerülővé és magányossá vált, látogatókat csak ritkán és kizárólag a régi barátok közül fogadott. Petzval Józsefet bécsi otthonában, 1891. szeptember 17-én érte a halál. Örökösei – végakarata szerint – azok lettek, akik utolsó éveiben gondját viselték, ám ők nem ismerték fel az ölükbe hullott hagyaték jelentőségét, és munkái közül sok, addig fennmaradt dokumentum elpusztult.
Bécsben temették el. A város azzal rótta le iránta érzett háláját, hogy sírhelyet adományozott neki, és utcát neveztek el róla. Emlékművét 1901-ben a bécsi egyetemen állította fel a Bécsi Fotográfiai Társaság (Wiener Photographische Gesellschaft), melynek 1861-től alapító, 1877-től tiszteleti tagja volt. Síremléke 1905-ben készült el, amit Bécs akkori polgármestere, Karl Lueger leplezett le.

## Munkássága
Tudományos munkássága a matematikán kívül a mechanika, a ballisztika és a hangtan széles területeire is kiterjedt, de tudományos hagyatékának legkiemelkedőbb területe a fénytan. Elméleti tevékenységének jelentős eredménye a lencserendszerek elméletének továbbfejlesztése, amelynek során 1843-ban kifejlesztette a bármely vékony lencsékből álló rendszerre alkalmazható, a képmezőelhajlásra vonatkozó általános összefüggést (Petzval-feltétel).
Az alábbi Petzval-féle összeg nulla értéke esetén a kép nem görbül, hanem sík lesz, ha a tárgy is egy síkban van.
A Petzval-féle összeg:
{\displaystyle \sum {\frac {1}{n_{i}f_{i}}}}
ahol {\displaystyle f_{i}} az objektív lencséinek gyújtótávolsága, {\displaystyle n_{i}} pedig azok törésmutatói. Az általánosabb összefüggést tárgyalja az optikai lencsék leképzési hibái szócikk.

### Főbb találmányai
- Petzval-portréobjektív: 1840–1841 körül szerkesztett, 149 mm-es gyújtótávolságú, nagy fényerejű akromatikus kettős fényképészeti objektív, mely kialakításával és összetett lencserendszerével az addig szükséges hosszú (3-20 perces) expozíciós időt a másodperc töredékére csökkentette. A tárgy fölé egy akromatikus ragasztott korona-flintüveg párt, a lemezoldalon pedig két közel álló, ragasztatlan flint-koronaüveg lencsepárt helyezett. Az így elkészített objektív gömbi és színi eltérése elhanyagolható volt. Gyakorlatilag változtatás nélkül, pusztán minimális korrekciókkal a mai napig a világ egyik legjobb portréobjektívje, az 1990-es évek végéig széles körben elterjedt volt, minőségét csupán a Tessar-objektív (1902) tudta felülmúlni.[10]
- Lencséit 1841-től a Voigtländer cég építette e néven híressé vált gépeibe. A digitális technika térhódítása mára kiszorította a közhasználatból.[3]
- Anasztigmát lencserendszer: Petzval hagyatékában talált feljegyzés egy olyan, 1846 körül készített vetítőobjektívről („ködfátyol készülék”), mely nagy képszögre kiterjedő mezőben, lehetőleg nagy fényerővel ad asztigmatizmusmentes képet. 1860 körül saját szerkesztésű gépével fotogrammetriai méréseket végzett.[11]
- Fényszóró: Az optika területén végzett kísérletei vezettek 1847-ben a mai katonai reflektorok elődjének számító fényszóró megalkotásához.[3]
- Optikai felfedezése: Az izzó szilárd testek több fényt bocsátanak ki, mint a lánggal égő gázok. Ezt az (azóta tudományosan is igazolt) elvet használta fel Carl Auer von Welsbach a róla elnevezett izzóharisnyás gázizzónál, lásd: Auer-égő.[3]
- Petzval kameráit is maga tervezte, portréobjektívjéhez 1840-ben egy egyszerű kamerát konstruált és azzal végezte kísérleteit.
- Ortoszkóp: Korábbi számításait átdolgozva, 1856-ban megalkotta a tájképfényképezéshez használható objektívjét, amit 1857-ben szabadalmaztatott. Kahlenbergi laboratóriumában saját maga csiszolta lencséit, és az így készített művét elnevezte Dialitobjektívnek, amit később a szakma Orthoskopnak nevezett el. 1857-ben az új objektívjéhez tervezett egy hordozható, bőrharmonikás, kettőskihúzatú optikai padszerű fényképezőgépet. Fő jellegzetessége, hogy egyetlen sínen tologatható az objektív, a film/lemeztartó egységek és a toldalékok is. Ez a mai műtermi kamerák  egyfajta elődje volt.[3]
- Foglalkozott a messzelátók és mikroszkópok optikáinak tökéletesítésével, átdolgozta és javította a Galilei-féle távcsövet.[11]

## Galéria

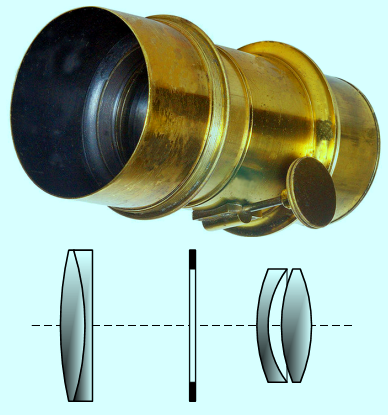
Petzval-portréobjektív
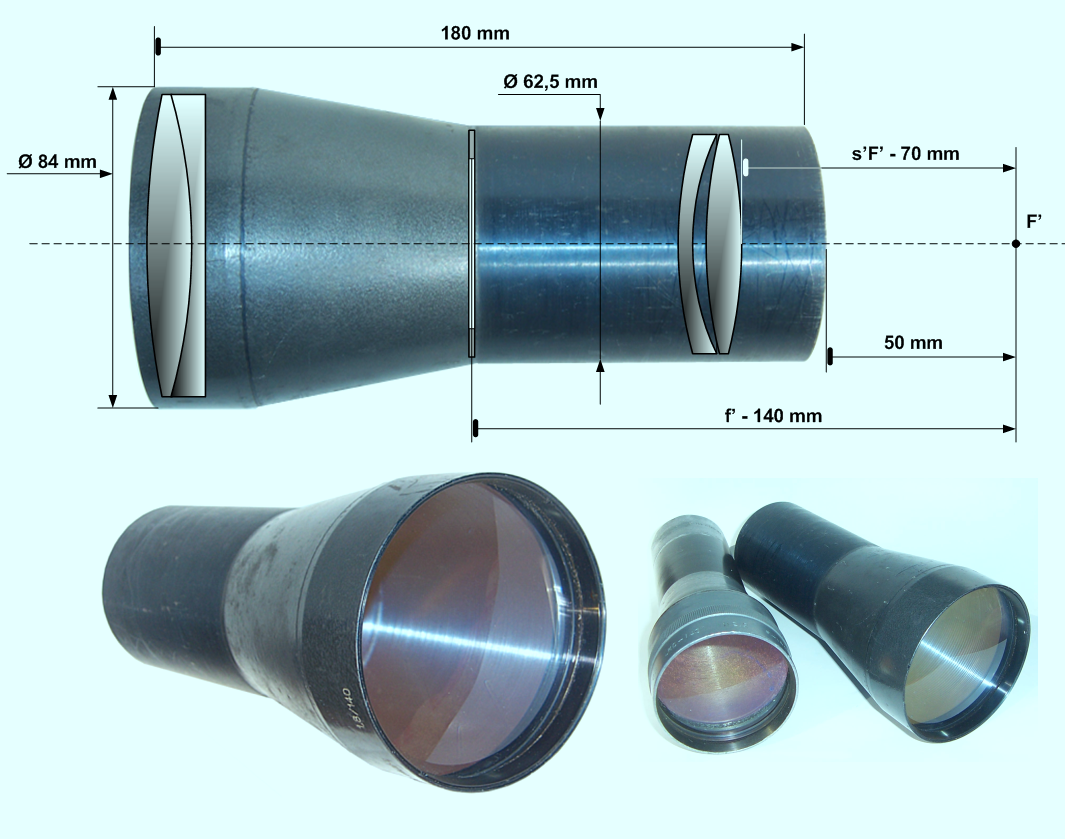
Nagy fényerejű (1.8/140mm) Petzval rendszerű vetítőgép-objektív
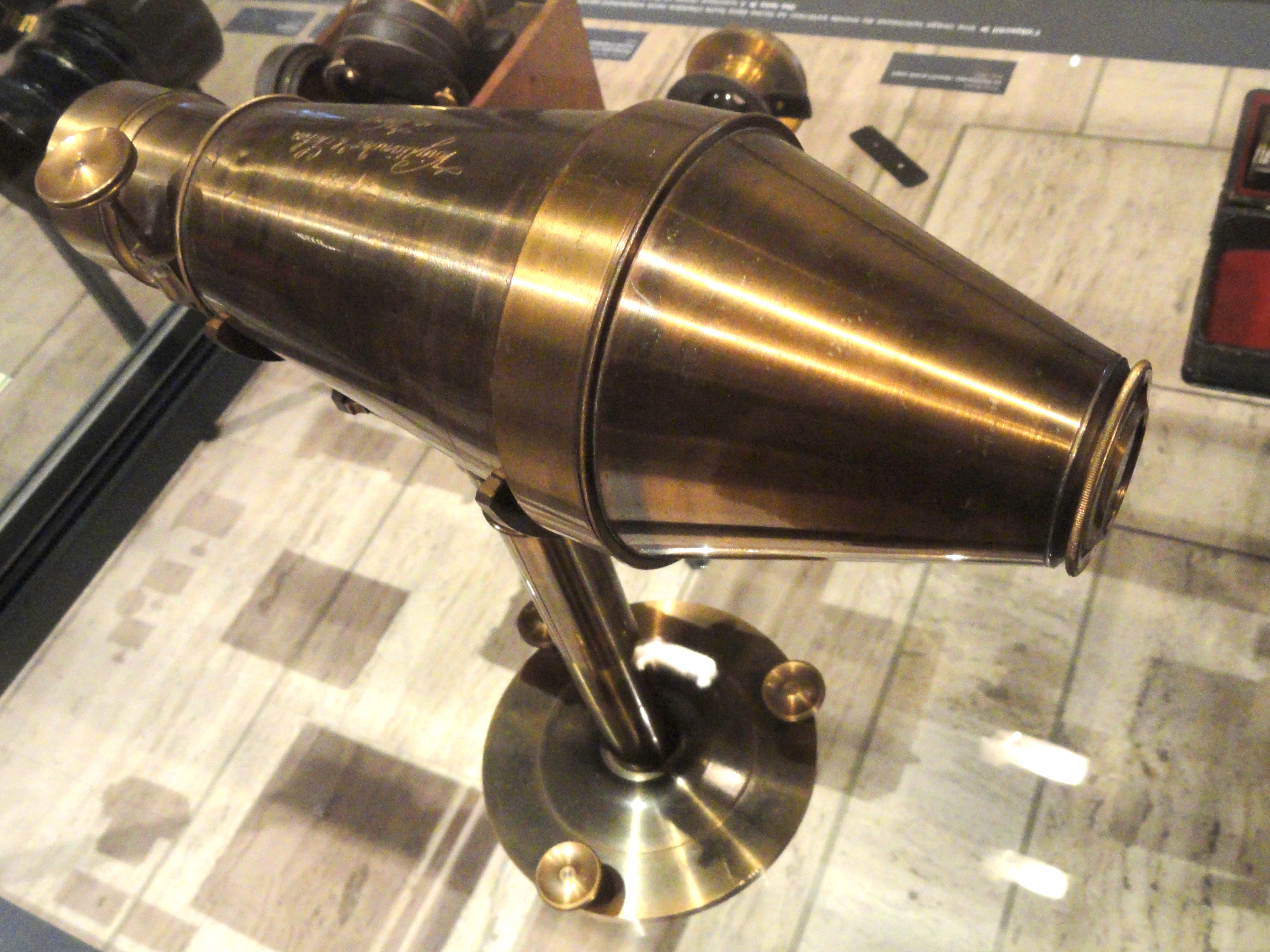
a Voigtländer cég építette lencse (1840)

## Emlékezete

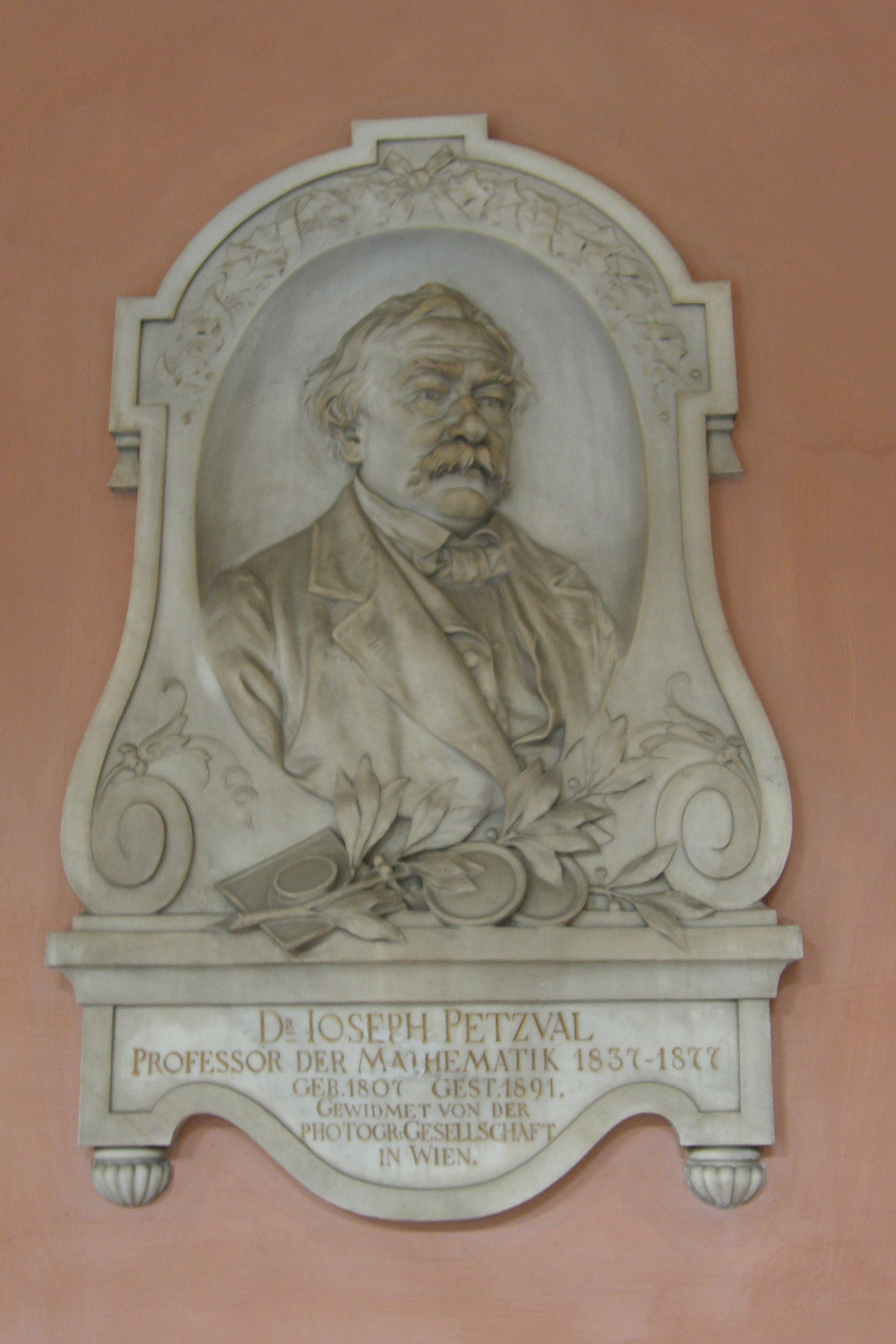
Petzval József márvány domborműve a Bécsi Egyetem falán

A kiemelkedő természettudós emlékezetét őrzik és ápolják Ausztria, Magyarország és Szlovákia különböző intézményei. Seres János Petzval József, 1807–1891. című könyvének előszava azt írja róla: „…Petzval József, aki ha találmányával nem is adott új arculatot a technikai fejlődésnek s így az emberi haladásnak, de egy fontos területen – a fényképezés terén – korszakalkotó felfedezéssel gyarapította azt…”
- A fotográfia terén kifejtett úttörő munkásságának emlékét őrzi az osztrák közoktatásügyi minisztérium által alapított Petzval-érem, amellyel 1928 óta a tudományos fényképezés terén kimagasló eredményeket jutalmazzák.
- 1962-ben tiszteletére a magyar Akusztikai és Filmtechnikai Egyesület megalapította a Petzval József-emlékérem kitüntetést.[14]
- Szülővárosában, Szepesbélán tiszteletére megnyitották a Petzval József Miksa Emlékmúzeumot.[15]
- Budapesten, a XI. kerületi Kelenföldön 1957 óta a Petzvál József utca (korábban Albert utca) őrzi emlékét, ahol ma többek között KRESZ-vizsgaközpont is működik.[16]
- Bécsben és Braunschweigben is utcát neveztek el róla, röviddel halála után.[17][18]
- A Bécsi Egyetem főépületének jobb oldali részének elején, a belső falon található Petzval József márvány domborműve (Anton Brenek munkája, 1901).[17]
- 2007-ben Szlovákia 200 koronás emlékérmét bocsátott ki születésének 200. évfordulójára.[19]
- Róla nevezték el a 3716 Petzval kisbolygót, melyet Antonín Mrkos cseh csillagász fedezett fel 1980. október 2-án.[20]
- A Holdon egy kráter is az ő nevét viseli (átmérője: 150 km, koordinátái: 63°D, 113°Ny).[21]

## Munkái
- Bericht über die Ergebnisse einiger dioptrischen Untersuchungen (Pest, 1843)
- Eigenschaften einer guten Camera-Obscura (Bécs, 1847)
- Integration der linearen Differenzialgleichungen mit Constanten und veränderlichen Coefficienten, I–II. (Bécs, 1853–1859)
- Berichte über optische Untersuchungen (Bécs, 1857)
- Über das neue Landschaft – als Fernobjektiv (Bécs, 1858)
- Theorie der Störungen der Stützlinien (bei Gewölben und Hängebrücken) (Lipcse, 1904–1905)
- Theorie der Tonsysteme (Lipcse, 1904–1905)
- Aus den Vorlesungen über Ballistik. Ein Beitr. zur Geschichte der Ballistik (Lipcse, 1908)